# Fårevejle Stationsby
 For alternative betydninger, se Fårevejle. (Se også artikler, som begynder med Fårevejle)
Fårevejle Stationsby er en lille stationsby i Nordvestsjælland med 1.864 indbyggere  (2024), beliggende i Fårevejle Sogn i Odsherred. Fårevejle Stationsby ligger ved Odsherredsbanen i Odsherred Kommune og hører under Region Sjælland. Byen er naboby til Fårevejle Kirkeby med cirka 2 kilometer mellem de to byer.
Stationsbyen er opstået omkring Fårevejle Station og anlagt på en af de gamle øer i Lammefjorden, efter dennes udtørring og Odsherredsbanens åbning (banen åbnede i 1899).
Byen har en folkeskole, en friskole, to efterskoler, et Fitnesscenter, et supermarked, bager, tankstationer og grillbar.